# Jacob Spoonley
Jacob Spoonley (nascut el 3 de març de 1987) és un futbolista neozelandès que actualment juga per l'Auckland City del Campionat de Futbol de Nova Zelanda com a porter.

## Trajectòria per club
Spoonley inicià la seva carrera esportiva amb l'Auckland City entre el 2005 i 2007. El 2007 va captar l'atenció del club més prestigiós del país, el Wellington Phoenix, però tot i ser fitxat mai acabà jugant-hi. El 2008 va jugar pel Miramar Rangers.
La temporada 2008-2009 Spoonley fitxà per l'Auckland City de nou; en aquella temporada va jugar en 8 partits. La temporada següent jugà un total de 20 partits, incloent dos partits en el Campionat del Món de Clubs de la FIFA. Va jugar en un total de 23 partits en la temporada 2010-2011. La temporada 2011-2012 Spoonley ha jugat en 12 partits, incloent un partit en el Campionat del Món de Clubs de la FIFA de 2011 contra el Kashiwa Reysol del Japó.

## Trajectòria internacional
Va jugar amb la selecció de futbol de Nova Zelanda sub-20 en el Campionat del Món de la FIFA sub-20 de 2007 on va ser titular en cadascun dels tres partits: contra Portugal (0–2), contra Gàmbia (0–1) i contra Mèxic (1–2).
Spoonley va ser també el titular en cadascun dels tres partits en què jugà Nova Zelanda en la competició futbolística dels Jocs Olímpics d'estiu de 2008: contra la Xina (1–1), el Brasil (0–5) i Bèlgica (0–1).
Va debutar amb la selecció neozelandesa oficial el 19 de novembre de 2008 en un partit en què els neozelandesos perderen per un 2 a 0 contra Fiji. Spoonley va entrar per Glen Moss en el 60è minut.

## Palmarès
- Lliga de Campions de l'OFC (2): 2010-11, 2011-12.